# Dobay István (földbirtokos)
Dobai István (Dobay István) (1666 körül – 1736 után) erdélyi földbirtokos.

## Élete
Debrenben volt birtoka, 1680-ban került Hunyad vármegyébe, kitűnő zenészként ismerték. 1736-ban, 70 évesen, debreni birtokán pihenve írta Tisztesség oszlopa  című munkáját, amely a Hunyad vármegyei falvak és birtokosok monográfiája (két kiadása: Nagyszeben, 1739 illetve Déva, 1885, ez utóbbi reprintjét 2013-ban a Históriaantik Könyvesház jelentette meg). A műre számos helyen hivatkozik Benkő József Transsilvania című átfogó leírásában.